# كلاوديو كوستا (طبيب)
كلاوديو كوستا (بالإيطالية: Claudio Costa)‏ هو طبيب إيطالي، ولد في 20 فبراير 1941 في إيمولا في إيطاليا.